# Marcin Michalski
Marcin Michalski, né le 9 juillet 1958, à Varsovie, en Pologne, est un joueur polonais de basket-ball, actif dans les années 1970 et 1980.